# Clorambucile
Il  clorambucile  o clorambucil è un agente alchilante, ed è un principio attivo usato in diverse malattie dermatologiche e tumorali.
Come tutti gli agenti alchilanti, determina alterazioni nella sintesi e duplicazione degli acidi nucleici (DNA), determinando la morte cellulare delle stesse cellule per apoptosi dovuta alle estese lesioni nucleari determinate.
In Italia è commercializzato da parte della GSK con il marchio: Leukeran; il marchio è lo stesso in tutto il mondo.

## Reattività e caratteristiche chimiche
È una polvere bianca e cristallina. Insolubile in acqua, debolmente solubile in alcool e in acetone; è fotosensibile.

## Indicazioni
Le indicazioni approvate dall'RCP sono:
Linfoma di Hodgkin, alcune forme di linfomi non-Hodgkin, leucemia linfatica cronica e la macroglobulinemia di Waldenström.

### Off Label
Viene anche utilizzato in caso di:
- dermatomiosite[4][5][6][7],
- pemfigo volgare[8][9][10][11],
- leucemia linfatica cronica (Metanalisi e Linee Guida)[12][13][14][15],
- istiocitosi X[16][17],
- mastocitosi,
- linfoma di Hodgkin[18][19][20][21][22][23],
- linfosarcoma,
- malattia di Behcet (uveite)[24][25][26][27][28],
- micosi[29][30][31],
- sclerodermia[32][33][34][35],
- sarcoma di Kaposi[36][37][38],
- amiloidosi (alcune forme)[39][40][41],
- granulomatosi di Wegener[42][43][44].

## Controindicazioni
Da evitare in caso di gravidanza per l'alto rischio potenziale di teratogenicità e in caso ipersensibilità nota al farmaco.

## Dosaggi
- La quantità da somministrare varia da 0,1-0,2 mg/kg/die secondo l'indicazione d'uso; da 2 mg a 16 mg al giorno in caso di Macroglobulinemia di Waldenström.

## Effetti indesiderati
Fra gli effetti collaterali più frequenti si riscontrano immunodepressione, anemia, amenorrea, nausea, diarrea, alopecia, vomito, ittero, cistite, neuropatia periferica, atassia, sindrome di Stevens-Johnson.

## Interazioni
Vaccini derivati da organismi vivi e fenilbutazone.

## Sovradosaggio e potenziale d'abuso
I sintomi da sovradosaggio sono: pancitopenia, tossicità neurologica con convulsioni ed atassia. Non esiste alcun antidoto, utili le trasfusioni in caso di sovradosaggio.

### Proprietà chimiche e farmacologiche

#### Farmacocinetica
La biodisponibilità per via orale è buona.
Il metabolismo comporta un'ossidazione della catena dell'acido butirrico della molecola. Il principale metabolita è: l'acido bis- 2.cloroetil-2.(4.aminofenil) acetico o (mostarda dell'acido fenilacetico (PAAM)).
L'escrezione urinaria è bassa.

#### Farmacodinamica
È una sostanza alchilante derivata dalla mostarda azotata; è in grado di provocare legami a ponte tra le basi nucleotidiche impedendo la normale duplicazione/replicazione del DNA; ciò grazie alla presenza, nella molecola di clorambucile, di un radicale etilammonio che ha altissima reattività chimica.

### Formulazioni in commercio
Le formulazioni in commercio del clorambucile sono le compresse da 2 e 5 mg, il nome commerciale è Leukeran e viene commercializzato sin dal 13 ottobre 1982 da parte della GSK.
La sintesi chimica, il brevetto nonché tutti gli studi registrativi sono della: The Wellcome Foundation Ltd azienda che è stata assorbita dalla Glaxo poi diventata GSK.